# Иоганн I (граф Нассау-Вейльбурга)
Иоганн I (нем. Johann I von Nassau-Weilburg; ок. 1310 — 20 сентября 1371, Вайльбург) — граф Нассау-Вейльбурга с 1344 года, имперский князь с 1366 года. Основатель старшей линии Нассау-Вайльбург.

## Биография
Второй сын Герлаха I фон Нассау и Агнессы Гессенской.
В 1344 году, ещё при жизни отца, вместе со старшим братом Адольфом вступил в управление родовыми владениями.
В 1355 году братья разделились. Иоганн получил Вайльбург, Нойвайнау, Фрайэнфельс, Грефенхаузен и часть графства Клееберг.

## Семья
В 1333 году Иоганн I женился на Гертруде (ум. 6.10.1350), дочери и наследнице Хартрада VI, сеньора фон Меренберг и фон Гляйберг. Их дочь умерла в детском возрасте.
Вторая жена (1353) — Иоганна, дочь и наследница графа Иоганна II фон Саарбрюккен. Дети:
- Иоганн (ум. 6 октября 1365)
- Филипп (ок. 1368—1429), граф Нассау-Вейлбурга,
- Иоганна (1362—1383), ∞ Герман II, ландграф Гессена
- Иоганнетта (ум. 1365)
- Агнесса (ум. 1401), ∞ Симон III Векер, граф фон Цвайбрюккен-Битш,
- Шонетта (ум. 1436) ∞ (1384) Генрих X фон Хомбург (ум. 1409), ∞ (1414) Оттон фон Брауншвейг-Грубенхаген (ум. 1452).